# Disney Magical World 2
Disney Magical World 2 (ディズニー マジックキャッスル マイ・ハッピー・ライフ 2 Dizunī Majikku Kyassuru: Mai Happī Raifu 2?, Disney Magic Castle: My Happy Life 2) es un videojuego de simulación de vida y una secuela de Disney Magical World. El juego se lanzó el 5 de noviembre de 2015 en Japón, y se puso a la venta en Norteamérica y Europa el 14 de octubre de 2016, y en Australia el 15 de octubre de 2016 para la Nintendo 3DS. El popular juego de simulación de vida regresa con nuevas características, nuevos trajes, nuevos mundos e incluso más personajes nuevos. El tema del juego es "Sparkle ~Kagayaki wo Shinjite~" de May J.
Disney Magical World 2: Enchanted Edition, una versión remasterizada del juego, está planeada para Nintendo Switch el 3 de diciembre de 2021.

## Juego
Disney Magical World 2 es un juego de simulación de vida. Las características de su predecesor incluyen la construcción de muebles, ropa, el uso de ingredientes. Habrá nuevas características como montar en un barco. El juego también contará con nuevos personajes de Mickey Mouse y Amigos, Los Tres Cerditos, Blancanieves y los Siete Enanitos, Pinocho, Fantasía, Los Tres Caballeros, Cenicienta, Alicia en el País de las Maravillas, Peter Pan, La Bella Durmiente, Los Aristogatos, Winnie the Pooh, La Sirenita, La Bella y la Bestia, Aladdín, Pesadilla antes de Navidad, Hércules, Lilo & Stitch, Piratas del Caribe, Enredados, Wreck-It Ralph y Frozen.

## Descripción
Bandai Namco Entertainment anunció oficialmente el título el 19 de junio de 2015 abriendo un sitio web oficial. El 6 de julio se presentó una transmisión en vivo con información adicional que fue revelada. Durante la transmisión en vivo se anunció que el juego será enviado a Japón el 5 de noviembre. También se anunció un nuevo paquete de 3DS. El paquete contendrá el juego en sí y un 3DS especialmente diseñado con Mickey Mouse. El juego costará alrededor de 5.690 yenes, mientras que el paquete de 3DS costará 21.690 yenes.

## Desarrollo
Bandai Namco anunció el 17 de junio de 2015 que el juego se revelará completamente el 6 de julio de 2015.

## Recepción
Disney Magical World 2 recibió críticas positivas del público.